# 천사에게 날개를
MBC에서 1991년 5월 4일 방영되었던 어린이날 특집 드라마로, 어린이날의 갖가지 축제로부터 소외된 한 고아 소녀의 이야기를 테마로 다루었다.

## 줄거리
송화는 친부모를 화재로 잃고 이웃집 부부에게 양녀로 얹혀 살아가는 7세 소녀로, 부모를 잃은 트라우마로 인하여 약간의 자폐증 증세가 있다.
성호, 미우, 기훈은 연극에 심취한 청년들로, 이 세 사람 사이에 벌어지는 삼각관계에 얽힌 눈물겨운 사랑 이야기에 대한 가치관을 그렸다.
| - 최형선(채송화) - 홍학표(박성호) - 임도완(김기훈) - 오연수(성호 여자친구 미우) - 임현식(송화 양아버지) - 윤여정(송화 양어머니) - 김길호(성호 아버지) - 정혜선(성호 어머니) - 이상미(성호 누나) - 국정환(솜사탕 장수) - 문회원(의사) - 문용민(연극배우) - 이재룡(매니저) | - 김병조(사회자) - 김완선 - 임병수 - 전유나 - 심신 - 윤상 - 피노키오(가수) |